# Circuit Het Nieuwsblad espoirs 2011
La 46e édition du Circuit Het Nieuwsblad espoirs a eu lieu le 2 juillet 2011. La course fait partie du calendrier UCI Europe Tour 2011 en catégorie 1.2. Elle a été remportée par Tom Van Asbroeck (Van Der Vurst), immédiatement suivi par Huub Duyn (Donckers Koffie-Jelly Belly) et Olivier Pardini (Verandas Willems).

## Classement
| Classement général | Classement général      | Classement général | Classement général                 | Classement général |
|                    | Coureur                 | Pays               | Équipe                             | Temps              |
| ------------------ | ----------------------- | ------------------ | ---------------------------------- | ------------------ |
| 1er                | Tom Van Asbroeck        | Belgique           | Van Der Vurst                      | en 4 h 24 min 57 s |
| 2e                 | Huub Duyn               | Pays-Bas           | Donckers Koffie-Jelly Belly        | m.t                |
| 3e                 | Olivier Pardini         | Belgique           | Verandas Willems                   | m.t                |
| 4e                 | Koen Barbé              | Belgique           | Landbouwkrediet                    | m.t                |
| 5e                 | Joeri Calleeuw          | Belgique           | Jong Vlaanderen-Bauknecht          | m.t                |
| 6e                 | Mark McNally            | Royaume-Uni        | An Post-Sean Kelly                 | m.t                |
| 7e                 | Emmanuel Van Ruitenbeek | Pays-Bas           |                                    | + 10 s             |
| 8e                 | Jonathan Dufrasne       | Belgique           | Wallonie Bruxelles-Crédit agricole | m.t                |
| 9e                 | Frederic Verkinderen    | Belgique           | Omega Pharma-Lotto Davo            | + 36 s             |
| 10e                | Sibrecht Pieters        | Belgique           | Jong Vlaanderen-Bauknecht          | m.t                |
| modifier           |                         |                    |                                    |                    |